# تابش موج بلند زمین

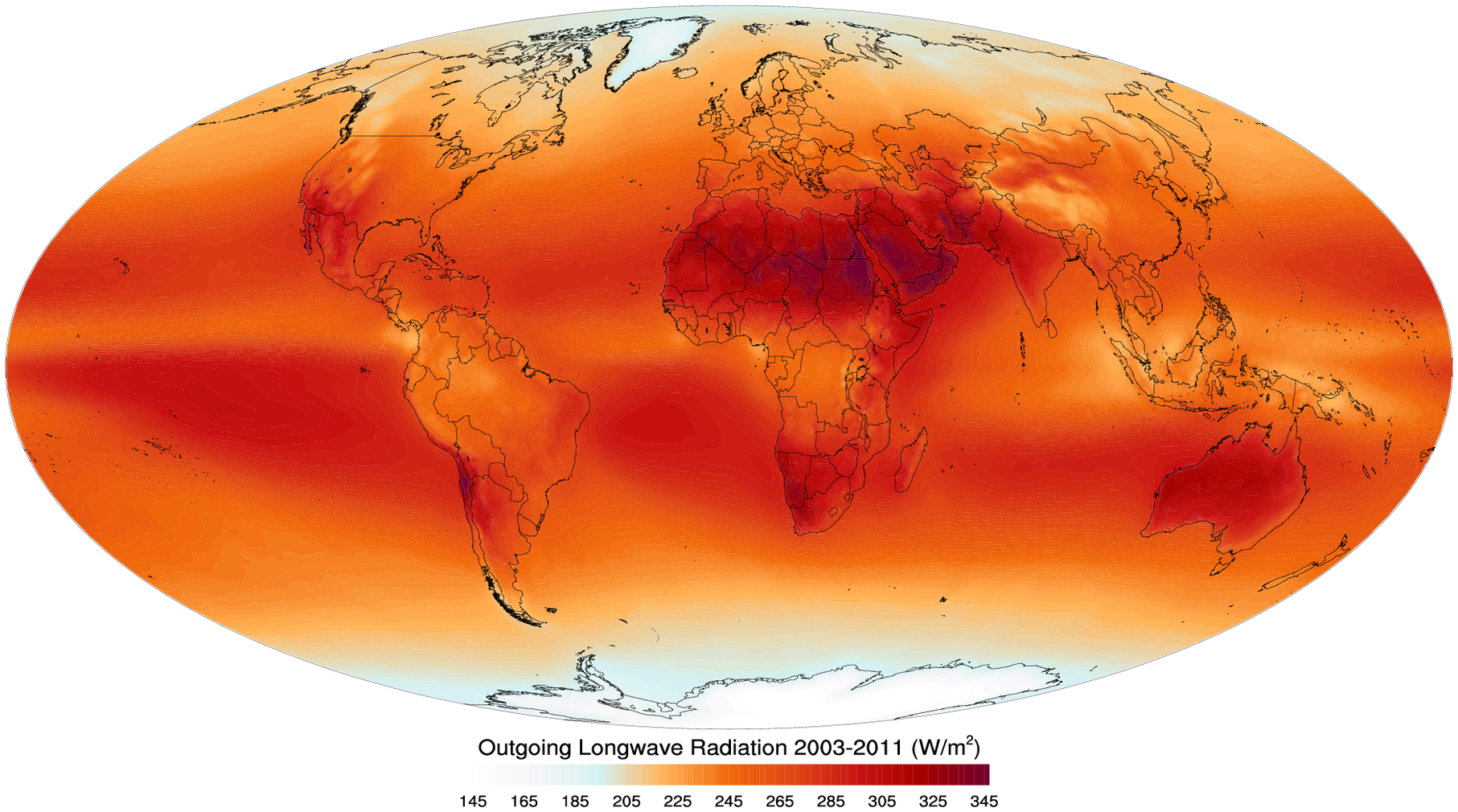
میزان متوسط تابش موج بلند زمین در سال‌های ۲۰۰۳ تا ۲۰۱۰

تابش موج بلند زمین یا تابش خروجی امواج بلند؛ (انگلیسی: Outgoing longwave radiation) یا (OLR)، تابش پرتوهای الکترومغناطیسی طول موج‌های بین ۳٫۰ تا ۱۰۰ میکرومتر از زمین و اتمسفر آن به فضای بیرون به صورت تابش گرمایی است. از این تابش به عنوان بالازدن چشمه‌ای پرتو موج بلند و «شار موج بلند زمینی» نیز یاد شده‌است. شار انرژی منتقل شده توسط پرتوهای خروجی موج بلند در وات / متر مربع (W / m²) اندازه‌گیری می‌شود. در سیستم آب و هوایی زمین ، انتشار موج بلند فرایندهای جذب، پراکندگی و انتشار گازهای اتمسفری، ذرات معلق در هوا، ابرها و سطح را پوشش می‌دهد.
بیش از ۹۹٪ از تابش‌های موج بلند خروجی دارای طول موجی بین ۴ و ۱۰۰ میکرومتر، و در بخش فروسرخ حرارتی طیف الکترومغناطیسی است. خروجی‌ها با طول موج بالاتر از ۴۰ میکرومتر اندک هستند، بنابراین در محاسبه‌ها اغلب تنها طول موج‌های تا ۵۰ میکرومتر در نظر گرفته می‌شوند. در محدودهٔ طول موج بین ۴ میکرومتر و ۱۰ میکرومتر، طیف تابشی موج‌های خروجی با تابش خورشیدی هم همپوشانی دارد که برای کاربردهای مختلف طول موج‌های قطع متفاوتی بین این دو انتخاب می‌شود.
سرمای تابشی؛ که در اثر و با تابش پرتوهای موج بلند به بیرون ایجاد می‌شود، روند اصلی از دست دادن گرما در سیستم آب و هوایی زمین است. تراز بین این از دست دادن انرژی (خروجی) و انرژی گرمایی حاصل از تابش پرتو موج کوتاه خورشیدی (ورودی)، گرمایش جهانی یا سرمایش سیستم زمین را تعیین می‌کند (هم‌ارزی تابشی زمین). تفاوت‌های منطقه‌ای بین گرمایش تابشی و سرمایش انرژی مورد نیازی که برای تأمین پویایی شاره‌ای زمین؛ یا هیدرودینامیک ژئوفیزیکی اتمسفر زمین لازم است را به وجود می‌آورد.